# Влахернски сабор (1094.)
Влахернски сабор је одржан крајем 1094. године у палати Влахерна у Цариграду. Иницирао га је византијски цар Алексије I Комнин, да би се решио случај Лава Халкидонског.

## Позадина
Алексије I је био у очајној ситуацији када је ступио на престо 1081.године. Након византијско-норманских ратова који су исцрпили оно мало новца што је преостало у царској ризници, и Робертом Гвискаром који је марширао преко Балкана, Алексије је био приморан да сабор грчких епископа који га је овластио да окупи јавну службу у цркви. Овом чину се жестоко супротставио велики број свештенства, а међу најистакнутијим је био Лав, епископ Халкидонски.
Лав је изјавио да је влада починила светогрђе претапањем светих предмета који су служили за богослужење. Лавово противљење приморало је цара да привремено одступи 1082. Наставак конфискација убрзо затим и недостатак отпора патријарха Николаја III и других водећих епископа навели су Лава да прекине општење са Цариградском патријаршијом 1084. Алексије је искористио ову ситуацију за постизање свог циља. Године 1086. сазван је још један Сабор и Лавови ставови су осуђени као јеретички. Сабор га је оптужио и свргнуо пре него што је протеран у Созопољ, где су га мештани сматрали светитељем.

## Сабор
Коначно 1094. године сазван је помесни црквени сабор да једном заувек реши спор. Техничке расправе биле су усредсређене на Други Никејски сабор одржан 787. године, и његову одлуку да је „обожавање“ само Богу и „релативно поштовање“ које се може придати иконама. Сматрало се да је овај појам „поштовања“ у крајњој линији усмерен на „прототипове“, или на светеља коју слика приказује, а не на материјале од којих су слике направљене. Лав је, међутим, инсистирао да је секуларна употреба материјала идентична богохулном непоштовању иконе и, на крају, прототипа. Његов технички аргумент је био да је Логос преузео људски „облик“ како је материјално приказано на икони. Стога је овај 'облик' био интегрисан у божанску личност.
Сабор је одбацио ово гледиште, а Лав је на крају прихватио став сабора да пошто „обожавање“ није упућено материјалној икони, хитни захтеви империје могу бити испуњени по цену одрицања од црквеног блага.